# Croce delle Stimmate di santa Caterina
La Croce delle Stimmate di santa Caterina (o Croce di Santa Cristina) è una croce dipinta e sagomata di artista pisano ignoto, databile al 1150-1200 circa e conservata nel Santuario Cateriniano a Siena.

## Storia e descrizione
La croce si trovava nella chiesa di Santa Cristina a Pisa e davanti ad essa, secondo la tradizione, santa Caterina da Siena ricevette le stimmate. Per questo fu trafugata nel 1563 con la complicità del cardinale arcivescovo di Pisa Angelo Nicolini e collocata nell'oratorio del Crocifisso, all'interno del santuario Cateriniano a Siena, dove ancora oggi si trova.  Fino al 1623, anno di consacrazione della chiesa, il crocifisso si trovava nell'oratorio della Camera. Nella chiesa pisana fu invece poi messa, nel XIX secolo, una copia.
Mutila nella cimasa e in parte nel soppedaneo, con diverse cadute di colore, la croce mostra il Cristo trionfante, con un'anatomia e uno schema del perizoma simile ad esempio a quello della croce della chiesa del Santo Sepolcro nel Museo di San Matteo a Pisa. Se ne discosta però nelle rappresentazioni laterali, più legate ai modelli lucchesi. Nei tabelloni si vedono infatti le figure dei dolenti, slanciate e a figura piena, e più in basso un'altra allusione alla scena del Golgota con le croci dei due ladroni, quello buono e quello cattivo. Si noti che la sovrapposizione delle scene è del tutto arbitraria, senza rapporti di proporzione, e non si pone il problema di dislocare le figure mettendo in alto quelle più lontane e in basso (quindi davanti) quelle teoricamente più vicine: si trattava di problemi spaziali che il pittore medievale non arrivava ancora a pensare. Alle estremità dei bracci della croce si vedono poi due angeli.